# Kloster Orbais

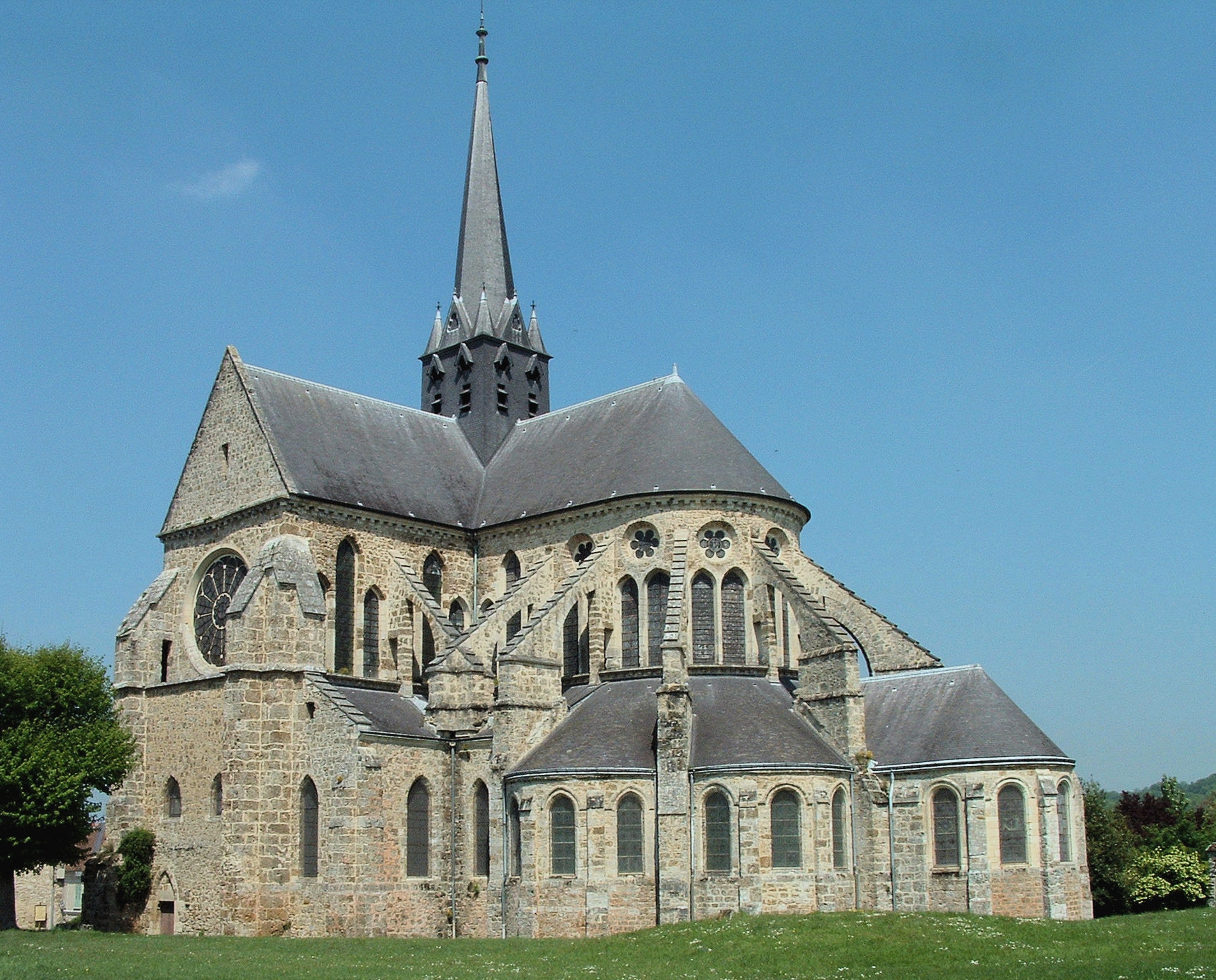
Abteikirche: Querhaus, Chor und Radialkapellen

Das Kloster Orbais war ein Benediktinerkloster in der heutigen Gemeinde Orbais-l’Abbaye im Département Marne westsüdwestlich von Épernay in der Champagne in Nordfrankreich.

## Geschichte

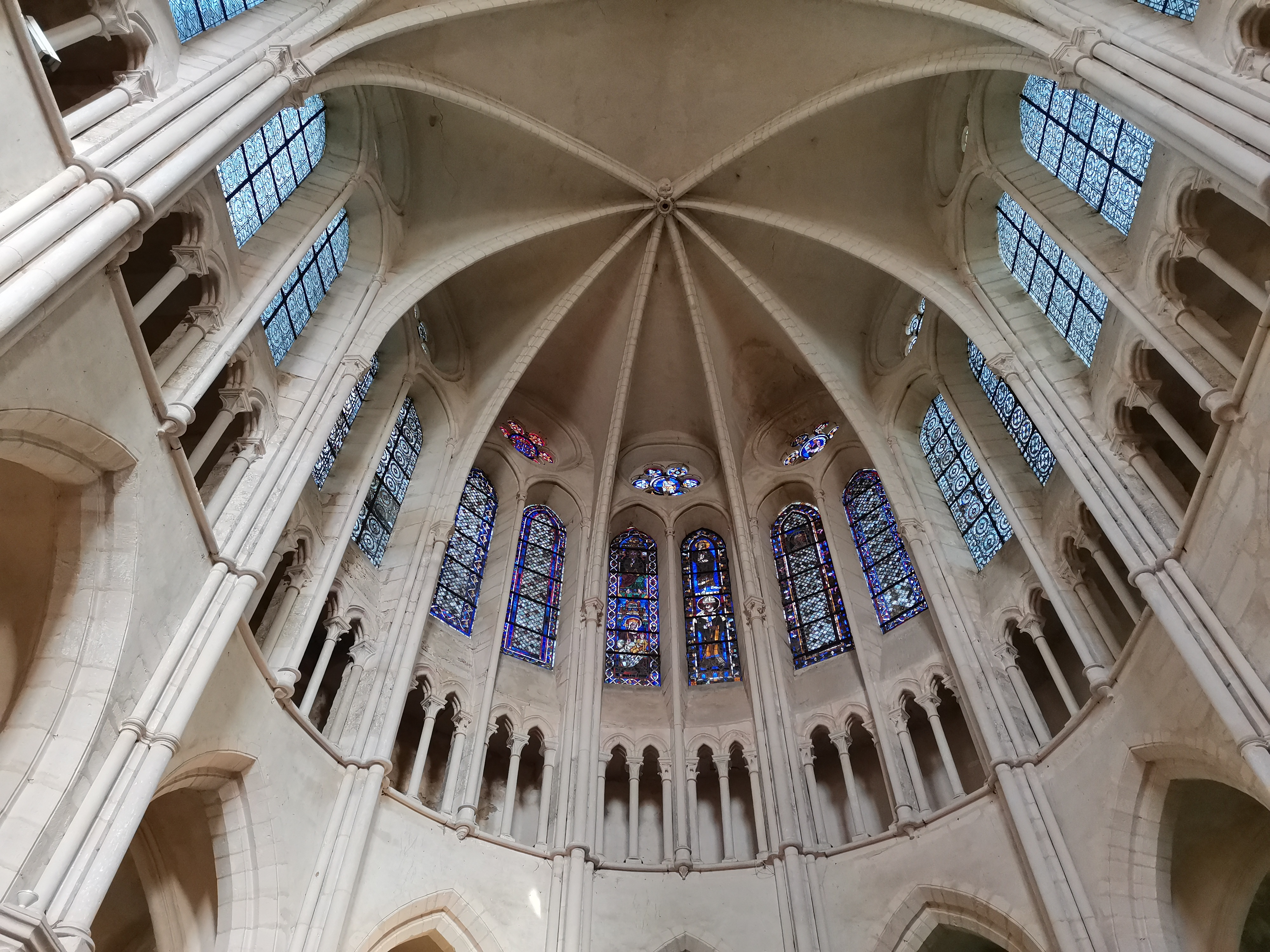
Obergaden und Triforium des Chors

Das Kloster wurde um 680 von dem später heiliggesprochenen Bischof Rieul von Reims gegründet, der dazu Mönche aus dem Kloster Rebais berief und ihnen einen Ort im breiten Tal des Surmelin-Flusses zuwies, der in der Nähe in die Marne mündet.
Einer der ersten Äbte war der spätere Bischof Rigobert von Reims († um 740), der wegen eines Streites mit Karl Martell wegen dessen Übergriffe auf Kirchengut von diesem 717 seines Amtes als Bischof enthoben und in die Gascogne verbannt wurde.
Wohl der bekannteste Geistliche, der in Orbais wirkte, war der aus Sachsen stammende, im Kloster Fulda erzogene  Theologe und Dichter Gottschalk von Orbais (803–869), der als Mönch in Orbais von etwa 830 bis 838/9, auf intensivem Studium der Lehren des Augustinus basierend, seine Lehre von der doppelten Prädestination entwickelte, für die er 849 als Ketzer verurteilt, seiner kirchlichen Weihen enthoben, fast zu Tode gegeißelt und zu lebenslanger Kerkerhaft im nahen Kloster Hautvillers verurteilt wurde.

## Abteikirche

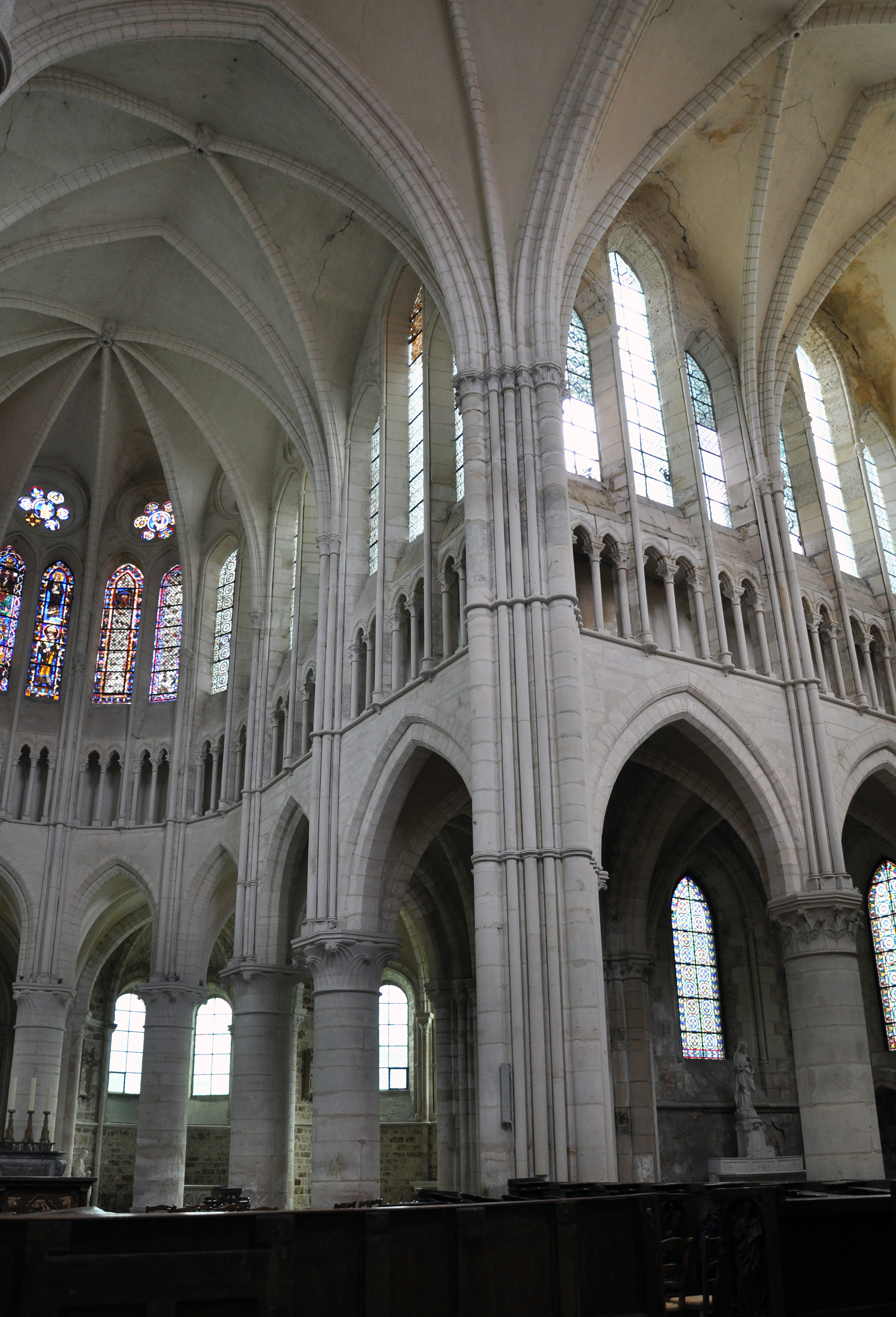
Vierung

Die Abteikirche ist neben der Kathedrale von Chartres ein bedeutendes Beispiel der Verbindung noch frühgotisch maßwerkloser Fenster mit dem Wandaufriss der Klassischen Gotik, also mit fensterlosen Triforien aber ohne Emporen. Der Chor hat mit seinen zwei Lanzettfenstern pro Joch und zwei Triforiumsöffnungen pro Fenster eine besonders starke vertikale Tendenz. Der Wandverlauf des Innenchors ist noch halbkreisförmig. Der Chorumgang ist mit fünf Radialkapellen ausgestattet, die ebenfalls halbkreisförmig schließen. Wenn auch ohne Maßwerk, sind die Buntglasfenster der des Chors von hohem künstlerischen Rang. Beachtenswert ist auch das geschnitzte Chorgestühl.
Nach der Errichtung dieser Kirche wurde ihr Baumeister, Jean d’Orbais, als erster Architekt und Baumeister der Kathedrale von Reims berühmt, die mit den Maßwerkfenstern der Chorkapellen den Beginn der Hochgotik markiert.

## Aufhebung und heutige Nutzung
Das Kloster wurde während der Französischen Revolution 1798 aufgehoben. Seit 1996 befindet sich eine Kabelfabrikation in Teilen des ehemaligen Klosters.